# Djam
Djam è un film del 2017 diretto da Tony Gatlif. È accompagnato da musica in stile rebetiko.

## Trama
Djam è una ragazza greca che vive a Mitilene, sull'isola di Lesbo, con suo zio Kakourgos, ex compagno di sua madre, prematuramente deceduta. L'uomo possiede un motoscafo, che affitta ad uso turistico. Ma di turisti ormai ce ne sono pochi, data la situazione nel paese. Per di più la barca si guasta e necessita di un raro pezzo di ricambio che si trova solo a Istanbul. Kakourgos quindi incarica Djam di recarsi a prelevarlo nella città turca. Qui la ragazza conosce Avril, una giovane "volontaria per i rifugiati", rimasta senza soldi a causa di un furto. Le due fanno amicizia, e, con coraggio, si incamminano insieme verso Lesbo, attraversando una Grecia ridotta allo stremo e devastata dagli scioperi, che le costringono spesso a proseguire a piedi. Ma, insieme, non perdono la speranza.